# Adetus spinipennis
Adetus spinipennis là một loài bọ cánh cứng trong họ Cerambycidae.